# فيديريكو أورتيز
فيديريكو أورتيز (بالإسبانية: Federico Ortíz)‏ هو لاعب كرة قدم أرجنتيني في مركز الهجوم، ولد في 24 فبراير 1999 في مدينة سان فرانسيسكو، قرطبة في الأرجنتين. لعب مع أتليتيكو رافائيلا.

## وصلات خارجية
- فيديريكو أورتيز على موقع قاعدة بيانات كرة القدم.إي يو (الإنجليزية)
- فيديريكو أورتيز على موقع Soccerway.com (الإنجليزية)